# Узтрансгаз
АО «Узтрансгаз» (англ. UzTransGaz; узб. O'zTransGaz) — узбекистанская энергетическая компания, занимающаяся транспортировкой, хранением и реализацией газа, газового конденсата и нефти. Одна из крупнейших компаний Узбекистана. На АО «УзТрансГаз» возложено обеспечение природным газом потребителей Республики Узбекистан, а также транспортировка, транзит и экспорт природного газа.

## История
Развитие газовой промышленности Узбекистана начинается с 1950-х годов. Первое газовое месторождение было обнаружено в 1953 году на месторождении «Сеталан-тепа». В 1962 году была начата разработка месторождения Газли с прокладкой трансконтинентальных магистральных газопроводов.
В 1973 году создано промышленное объединение «Узбекгазпром», позднее в качестве отдельной компании, начинается история АК «УзТрансГаз» В 1992 году в соответствии с постановлением Кабинета Министров Республики Узбекистан от 23.12.1992 года под № 585 создано Государственное объединение по транспортировке природного газа «УзТрансГаз» на базе подразделений ВПО «Узбекгазпром» в составе Национальной корпорации «УзбекНефтеГаз».
В 1999 году создана, на базе ГО «УзТрансГаз», акционерная компания «УзТрансГаз» в форме открытого акционерного общества в соответствии с Указом Президента Республики Узбекистан от 11 декабря 1998 года № УП-2154 «О преобразовании Национальной корпорации нефтяной и газовой промышленности «УзбекНефтеГаз» в национальную холдинговую компанию «Узбекнефтегаз».
В 2006 году была реорганизована деятельность АК «УзТрансГаз», в целях формирования единой политики в сфере развития и эксплуатации газораспределительных сетей, создания эффективной системы управления по транспортировке и реализации природного газа внутренним потребителям. Реорганизация деятельности АК «УзТрансГаз» была осуществлена путём передачи территориальных газоснабжающих предприятий из состава Узбекского агентства «Узкоммунхизмат» в состав АК «УзТрансГаз» и образованы 6 межрегиональных предприятий в форме унитарных предприятий для газоснабжения всех потребителей.
В 2009 году было начато строительство и ввод в эксплуатацию объекта - магистрального газопровода «Ахангаран-Пунган» через перевал «Камчик» протяженностью 165 км с компрессорной станцией «Ахангаран» для поставки природного газа потребителям Ферганской долины который проходит через склоны Кураминского хребта.

### Достигнутые
В рамках инвестиционной программы Республики Узбекистан, в соответствии с Постановлением Президента Республики Узбекистан ПП-1668 от 27.12.2011 в список строек за счет собственных средств  АО «УзТрансГаз» на 2012 год были включены 6 инвестиционных проектов. В практической реализации программы достигнуты:
- строительство магистрального газопровода Ахангаран-Пунган через перевал Камчик и произведен запуск компрессорной станции «Ахангаран»,
- завершено строительство установки осушки газа на КС «Кунград»,
- завершено строительство ДКС «Газли» взамен существующих КС-0, ДКС-1, ДКС-2, ДКС-3 и ДКС-4,
- проведена газификация более 4,3 миллионов жилых домов по всей стране.

### В плане
Также планом предусмотрена реализация таких проектов как:
- снижение утечек природного газа на компрессорных станциях АК «Узтрансгаз» по механизму чистого развития Киотского протокола,
- организация производства оборудования для АГНКС на территории СИЭЗ «Навои»,
- обеспечение системы управления и технологической связи на системе газотранспорта,
- строительство дожимной компрессорной станции (ДКС) «Газли»,
- производство газобаллонного оборудования для автотранспорта на сжатом природном газе,
- строительство сети автомобильных газонаполнительных компрессорных станций (АГНКС).

### Работники
Персонал компании насчитывает 36 402 сотрудника, ведущих свою деятельность по всей Республике Узбекистан. Структура персонала и работников компании распределена следующим образом:
- руководители - 2 027 или 5.5%.
- специалисты - 4 222 или 11.6%.
- рабочие - 25 834 или 70.9%.
- служащие - 4 319 или 11.8%.

## Компания и спорт
В 2011 году генеральный директор АК «УзТрансГаз» Туляган Ташпулатович Джураев был избран президентом Футбольного клуба «Бунёдкор» из Ташкента, который выступает в Высшей Лиге чемпионата Узбекистана и является одним из сильнейших клубов лиги. Он был назначен Указом Президента Республики Узбекистан ПП-1466 от 19 января 2011 года «О дополнительных мерах по дальнейшему укреплению материально-технической базы и развитию футбола в республике на 2011 - 2013 годы». Таким образом, с 2011 года АО «УзТрансГаз» является генеральным спонсором ФК «Бунёдкор».